# Matelea altamirana
Matelea altamirana är en oleanderväxtart som beskrevs av G. Morillo. Matelea altamirana ingår i släktet Matelea och familjen oleanderväxter. Inga underarter finns listade i Catalogue of Life.